# Rettungsbootmann

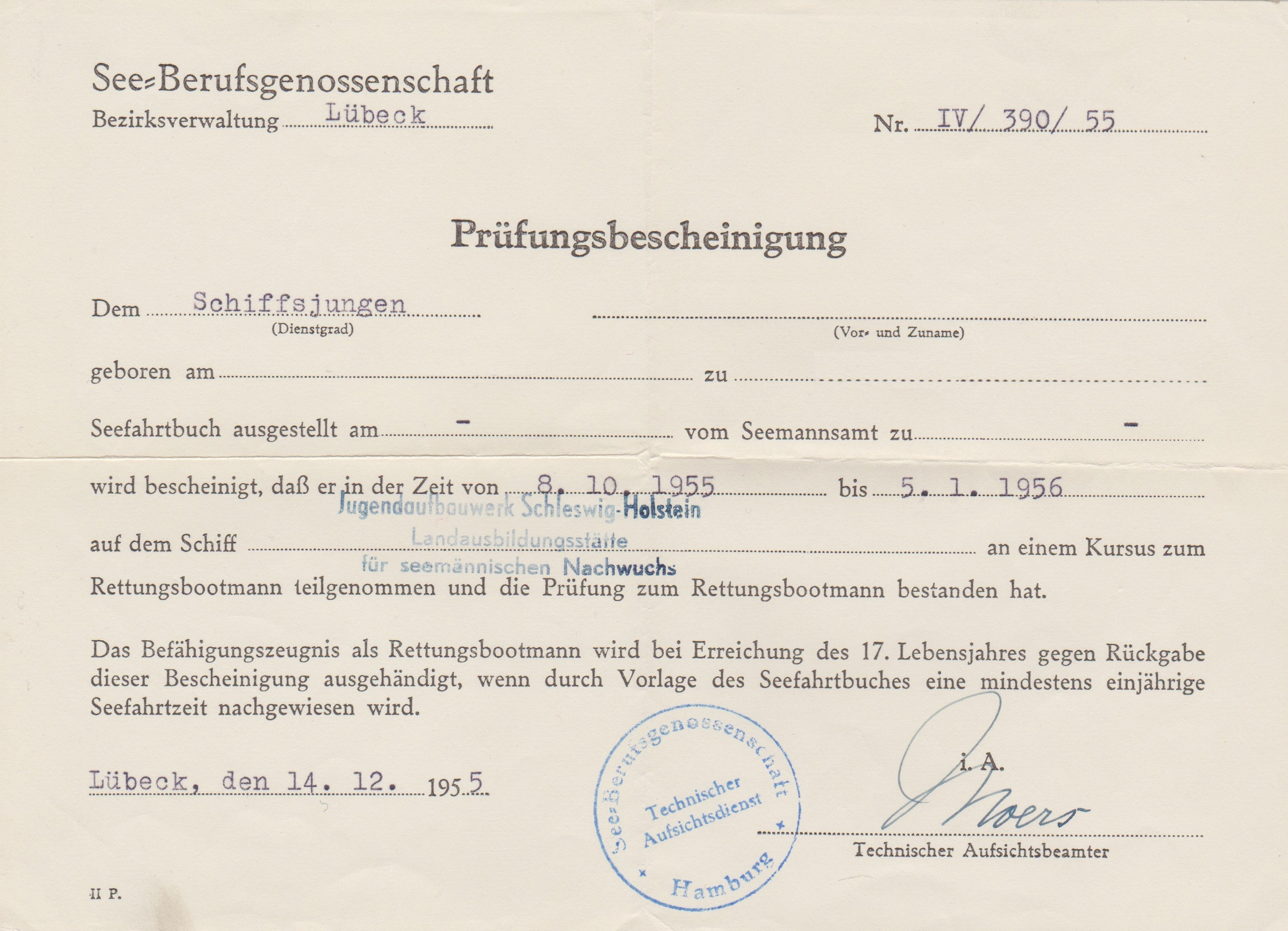
Prüfungsbescheinigung zum Rettungsbootmann

Der Rettungsbootmann ist der Bootsführer (Steuermann) eines Überlebensfahrzeuges oder Bereitschaftsbootes, welches im Seenotfall außenbords gesetzt wird. Das kann im Seenotfall zur Bergung von anderen Menschen aus Seenot sein oder im Überlebensfahrzeug bei Havarie, Strandung oder Untergang. Er ist mit allen Kommandos und Bedienung sowie Ausbringen und an Bord holen des Fahrzeuges auch bei grober See vertraut. Er teilt im Seenotfall die Nahrung und Wasser ein, kennt sich mit der Ausrüstung, Signalen und Treibanker aus, kann den Motor bedienen und das Überlebensfahrzeug durch die Brandung auf Strand setzen. Er hat im größten Umfange sicherzustellen, dass das Überlebensfahrzeug entdeckt und seine Position festgestellt wird.